# Râul Neagra, Șorogari
Râul Neagra este un curs de apă, afluent al  râului Șorogari.